# Unterweitersdorf
Unterweitersdorf è un comune austriaco di 2 059 abitanti nel distretto di Freistadt, in Alta Austria.